# 張幸松
張幸松（1958年11月6日—），臺灣臺北市人，地政士，曾任台灣維新秘書長、第二屆中央執行委員、臺北市政府市政顧問、台北畜產公司董事，前台灣民眾黨黨員、前民主進步黨黨員。

## 個人背景
張幸松出生於臺灣台北市，求學時期就讀三重地區的三重國小、光榮國中，高中就讀建國中學，並於國立台灣大學商學系完成學士學業。畢業後參加地政士考試及格，成為榮邦地政士事務所負責人。工作之餘亦熱心參與社團、社區、學校、體育等公共事務，擔任尪公慈善功德會理事長、木柵集應廟主委、文山區體育會理事長、台灣張氏總會副理事長等職務。

## 政治參與
張幸松於2002、2006年皆以無黨籍參選臺北市議員皆落選。後加入民主進步黨擔任該黨台北市文山區主任。
2019年9月，張幸松宣布加入台灣民眾黨並表態將投入第十屆立法委員選舉。後正式被提名為臺北市第八選舉區立法委員候選人，落選。2022年以民眾黨籍再次參選臺北市議員並落選，隨即宣布退黨。
2023年，張幸松加入台灣維新，並被列入該黨不分區立法委員名單第三名。經中央選舉委員會審議後，依《公職人員選舉罷免法》第26條第3款規定，判定張幸松不得登記為候選人。

## 選舉紀錄
| 年度 | 選舉屆數               | 選舉區           | 所屬政黨   | 得票數 | 得票率 | 當選標記 | 備註 |
| ---- | ---------------------- | ---------------- | ---------- | ------ | ------ | -------- | ---- |
| 2002 | 第九屆臺北市議員選舉   | 臺北市第六選舉區 | 無黨籍     | 1,802  | 0.62%  |          |      |
| 2006 | 第十屆臺北市議員選舉   | 臺北市第六選舉區 | 無黨籍     | 2,402  | 0.88%  |          |      |
| 2020 | 第十屆立法委員選舉     | 臺北市第八選舉區 | 臺灣民眾黨 | 12,111 | 6.28%  |          |      |
| 2022 | 第十四屆臺北市議員選舉 | 臺北市第六選舉區 | 臺灣民眾黨 | 3,883  | 1.36%  |          |      |

## 外部連結
- 張幸松的Facebook專頁